# Lundimatin
Ne doit pas être confondu avec Lundi matin.
Lundimatin est un journal d'information sur internet qui paraît chaque lundi depuis décembre 2014. C'est aussi, depuis mai 2017, une revue papier semestrielle.

## Éléments historiques
Le premier numéro du journal en ligne paraît le 1er décembre 2014, lequel gagne en popularité à partir de 2016 en parallèle des grèves et manifestations contre la loi travail. Chaque édition mélange articles d'actualité, textes littéraires et analyses politiques, juridiques, philosophiques ou sociologiques.
Lundimatin est considéré comme proche du Comité invisible, un groupe d'auteurs anonymes classé à l'ultragauche et qui fut associé à l'affaire de Tarnac par la police et les médias . Si le comité de rédaction de Lundimatin ainsi que certains contributeurs restent anonymes, on compte parmi les signatures de nombreux universitaires et intellectuels européens (Jean-Luc Nancy, Frédéric Lordon, Giorgio Agamben, Agustín García Calvo, Luis Andrés Bredlow) ainsi que des écrivains (Nathalie Quintane, Alain Damasio, Éric Vuillard, Serge Quadruppani, Patricia Farazzi, Ivan Segré, Mathilde Girard.) Depuis mai 2017, la revue existe également sous format papier, aux éditions La Découverte,, en vue de « composer des archives pour éclaircir le présent ».
En mai 2018, à la veille de l'ouverture du festival de Cannes, le site diffuse Vent d'Ouest, un court métrage attribué à Jean-Luc Godard. Il s'agissait en réalité d'un faux.
Selon de nombreux observateurs, les analyses et réflexions publiées sur le site ont accompagné le mouvement des Gilets jaunes à partir de l'automne 2018. D'après son équipe, le site comptabilise au plus fort de ce mouvement environ 500 000 visites par mois.
En janvier 2019, la revue obtient une interview de Pierre Jouannet, cofondateur du Groupe information santé.
Le 16 avril 2019, le site publie le texte prévu pour le discours qu'Emmanuel Macron a annulé la veille,.
Au cours de l'année 2020, face aux restrictions mises en place pour lutter contre la pandémie de Covid-19, Lundimatin publie de nombreux articles, notamment de Giorgio Agamben, analysant les nouvelles formes de contrôle biopolitique des populations[source secondaire nécessaire].
Depuis septembre 2021, le site réalise et publie une vidéo hebdomadaire sur sa chaine youtube Lundisoir,.
En 2022, le lendemain du second tour de l'élection présidentielle, Lundimatin revient sur le piratage des ondes de France Inter qui a eu lieu la veille, à l'heure de l'annonce du résultat. Lundimatin met en ligne la séquence diffusée par les pirates. Il s'agit d'un faux discours d’Emmanuel Macron, monté à partir d’archives réelles, lui faisant annoncer n’avoir « aucune envie de faire cinq ans de plus » avant de définir l’État comme « une menace qui se concrétise » et d'appeler à l'insurrection,.

## Positionnement et ligne éditoriale
Le journal Le Monde décrit Lundimatin comme « anticapitaliste » et témoignant d'un « retour d’un nouvel intellectuel collectif ». Lundimatin est aussi décrit par le quotidien comme « une référence de la gauche radicale », la revue couvrant les grands mouvements comme Nuit debout et les mobilisations contre la loi travail. Le Monde estime en 2018 qu'avec 500 000 visites par mois sur son site internet, la notoriété de la revue « déborde les seuls cercles militants ». Mediapart la situe comme « proche de la gauche radicale ». Libération décrit Lundimatin comme un « média d'extrême gauche ». Pour le Le Nouvel Obs, Lundimatin est une « revue libertaire en ligne », « matrice de la gauche radicale ».

## Éditions papier
Une revue papier, diffusée et distribuée par les éditions La Découverte et Interforum, paraît aussi à rythme irrégulier. Ont été déjà publiés les numéros suivants,.
1. Débordement de la mobilisation contre la loi travail (mars/août 2016), paru en mai 2017
2. La fin d'un monde, en avançant (septembre 2016 / juillet 2017), paru le 12 octobre 2017
3. Textes et documents relatifs à l'affaire de Tarnac », paru le 25 janvier 2018
4. (janvier 2017 / septembre 2018), paru le 11 octobre 2018
5. Gilets jaunes : un assaut contre la société, paru le 4 mai 2019
6. Reprendre l'offensive, paru le 25 novembre 2022
7. Principes d'anarchie, paru 26 mai 2023

En novembre 2022, Lundimatin lance sa maison d'édition. Trois titres sont parus : 
1. Olivier Cheval, Lettres sur la Peste, octobre 2022
2. Monchoachi, Retour à la parole sauvage, mai 2023
3. Leïla Chaix, OK Chaos, novembre 2023

### Sources secondaires
1. ↑  (BNF 45443401).
2. ↑  David Le Bailly, « "Lundimatin", matrice de la gauche radicale », L'Obs,‎ 20 mai 2018 (lire en ligne, consulté le 21 décembre 2018).
3. ↑  Mathieu Dejean, « Lundi matin, le foyer insurrectionnel du web », Les Inrockuptibles,‎ 4 octobre 2016 (lire en ligne, consulté le 21 décembre 2018).
4. ↑  « Lundimatin "journal en ligne" », sur Ent’revues (consulté le 10 janvier 2022).
5. ↑  « Lundi matin », sur éditions La Découverte (version du 20 octobre 2017 sur Internet Archive).
6. ↑  Aureliano Tonet, « Un Vent d’Ouest a soufflé sur Cannes quelques instants, mais ce n’était pas du Godard », Le Monde,‎ 11 mai 2018 (lire en ligne).
7. 1 2  Zineb Dryef, « Le site de la gauche radicale « Lundimatin » boosté par l’effet « gilets jaunes » », Le Monde,‎ 28 décembre 2018 (lire en ligne, consulté le 28 décembre 2018).
8. ↑  « Le site de la gauche radicale « Lundimatin » boosté par l’effet « gilets jaunes » », Le Monde,‎ 28 décembre 2018 (lire en ligne, consulté le 9 mai 2023).
9. ↑  Cédric Mathiot, « Est-ce la vraie version du discours que devait prononcer Macron qui circule sur le web ? », Libération, 17 avril 2019 (consulté le 10 janvier 2022).
10. ↑  « Lundi Matin », sur youtube.com (consulté le 26 mai 2022).
11. ↑  « Nos lundisoir en podcast ».
12. ↑  « Les antennes de France Inter encore piratées après l'annonce des résultats du second tour », Le HuffPost, 24 avril 2022 (consulté le 26 avril 2022).
13. ↑  « Auditeurs de France Inter, non, Emmanuel Macron n’a pas dit n’avoir “aucune envie de faire cinq ans de plus” », Télérama, 25 avril 2022 (consulté le 26 avril 2022).
14. ↑  « Le retour d’un intellectuel collectif », Le Monde,‎ 3 février 2018 (lire en ligne, consulté le 5 janvier 2022).
15. ↑  « La revue lundimatin est devenue incontournable », Mediapart, 30 décembre 2018.
16. ↑  Simon Blin, « L'«ultra-gauche», concept ultra-flou », Libération, 25 novembre 2020 (consulté le 12 juillet 2024).
17. ↑  David Le Bailly, "Lundimatin", matrice de la gauche radicale, Le Nouvel Obs, 20 mai 2018, lire en ligne.
18. ↑  « Lundimatin - Éditions la découverte », sur La Découverte (consulté le 9 mai 2023).
19. ↑  Lundimatin papier N° 5 Reprendre l'offensive - Collectif (lire en ligne).

### Articles sur le site lundi.am
1. ↑  « lundimatin {papier} - Se procurer la revue », sur lundimatin (consulté le 28 avril 2019).
2. ↑  « Entretien avec Pierre Jouannet » paru dans Lundi matin (revue) le 7 janvier 2019.
3. ↑  « Exclusif : le discours qu'Emmanuel Macron n'a pas prononcé le 15 avril - Creux, pompeux et ennuyeux », sur Lundi matin (consulté le 13 mai 2019).